# 王昌芝
王昌芝（1950年—），女，河南太康人，中国女高音歌唱家，曾任第八届全国政协委员。